# PRIDE Critical Countdown 2005
PRIDE Critical Countdown 2005 je bila manifestacija borbi mješovitih borilačkih vještina organizirana od strane PRIDE Fighting Championships organizacije. Događaj se održao 26. lipnja 2005. godine u Saitama Super Areni u Saitami, Japan.
Ova manifestacija je sadržavala drugi krug PRIDE 2005 Grand Prixja (srednjeteška kategorija).
Turnir je počeo 23. travnja 2005. godine na PRIDE Total Elimination 2005 manifestaciji, te se je završio na PRIDE Final Conflict 2005 manifestaciji.

## Borbe
| Stadij turnira    | Pobjednik         | Poraženi                 | Razlog pobjede                    | Runda/vrijeme |
| ----------------- | ----------------- | ------------------------ | --------------------------------- | ------------- |
| Neturnirska borba | Sergei Kharitonov | Pedro Rizzo              | Tehnički nokaut (Udarci)          | 1/2:02        |
| 2. krug           | Mauricio Rua      | Antonio Rogerio Nogueira | Odluka sudaca (Jednoglasna)       | 3/5:00        |
| 2. krug           | Alistair Overeem  | Igor Vovchanchyn         | Predaja (Gušenje)                 | 1/1:20        |
| Neturnirska borba | Mirko Filipović   | Ibragim Magomedov        | Tehnički nokaut (Udarac u tijelo) | 1/3:53        |
| Neturnirska borba | Kiyoshi Tamura    | Makoto Takimoto          | Odluka sudaca (Jednoglasna)       | 3/5:00        |
| Neturnirska borba | Pawel Nastula     | Antonio Rodrigo Nogueira | Tehnički nokaut (Udarci)          | 1/8:38        |
| 2. krug           | Ricardo Arona     | Kazushi Sakuraba         | Tehnički nokaut (Predaja iz kuta) | 2/5:00        |
| 2. krug           | Wanderlei Silva   | Kazuhiro Nakamura        | Tehnički nokaut (Udarci)          | 1/5:24        |

## Vanjske poveznice
PRIDE FC  Arhivirana inačica izvorne stranice od 11. lipnja 2007. (Wayback Machine)